# Brongniartia atra
Pour les articles homonymes, voir Brongniartia (homonymie).
Genre
Espèce
Brongniartia atra  est une espèce de coléoptères, la seule du genre Brongniartia.
Le genre est nommé pour honorer le naturaliste Adolphe Brongniart.
Le genre et l’espèce ont été décrits par William Elford Leach en 1824. 

## Description
Ce coléoptère est d'un noir foncé avec un corselet fortement ponctué. Ses élytres sont striées et également ponctuées. Il est endémique de la côte des Barbaresques (littoral du Maghreb, du Maroc à la Libye).